# Christos Vasilopoulos
Christos Vasilopoulos (griechisch Χρήστος Βασιλόπουλος, * 16. April 1978 in Athen) ist ein griechischer Schauspieler und Synchronsprecher.

## Leben
Vassilopoulos wurde am 16. April 1978 in Athen geboren und wuchs dort auch auf. Er spricht fünf Sprachen fließend. Ab Ende der 1990er Jahre konnte er sich als Fernseh- und Filmschauspieler in Griechenland etablieren. Am 2. Juli 2011 heiratete er Antonia Ventouras. Die beiden trennten sich im Oktober 2012 wieder, die offizielle Scheidung wurde am 22. April 2014 vollzogen. Am 12. Juni 2020 brachte seine Lebenspartnerin einen Jungen zur Welt.
Bekanntheit erlangte er durch die Fernsehserie Lola, in der er die Rolle des Grigoris Exarhos von 2008 bis 2009 in insgesamt 128 Episoden darstellte. 2009 entschloss er sich, sich auch außerhalb von Griechenland einen Namen zu machen. Er zog nach Los Angeles, allerdings blieb der von ihm erhoffte Erfolg aus und er arbeitete zunächst als Kellner in einer Bar.
Nach einer Besetzung in dem Kurzfilm Love at First Sight? aus dem Jahr 2010 folgte 2011 eine Episodenrolle in der Fernsehserie The Closer. Im selben Jahr spielte er im Musikvideo zum Lied Last Drag der Sängerin Traci Lords und war im Kurzfilm A Quick Stop zu sehen. Er übernahm 2013 die männliche Hauptrolle im Erotikthriller Wildes Verlangen – Pleasure or Pain. Er wurde allerdings unter dem Namen Christos G. Vass geführt. Von 2013 bis 2014 übernahm er in sieben Episoden der Fernsehserie Banshee – Small Town. Big Secrets. die Rolle des Olek. Dieselbe Rolle übernahm er in der Serie Banshee Origins im gleichen Zeitraum. 2017 war er als Stavros Diomedes in der Fernsehserie The Last Ship zu sehen.
2018 moderierte er die LAGFF Orpheus Awards.

## Filmografie (Auswahl)
- 1997: Dimitra Galani: Ta hartina
- 1999: I diakritiki goiteia ton arsenikon
- 2003: Hartino karavi (Fernsehfilm)
- 2005: Omiros
- 2005: Erotas (Fernsehserie, Episode 1x01)
- 2005: Antistrofi metrisi (Kurzfilm)
- 2007: Deligianneion Parthenagogeion (Fernsehserie, 3 Episoden)
- 2008: Alithinoi erotes (Fernsehserie, 2 Episoden)
- 2008: Oi istories tou astynomou Beka (Fernsehserie, 2 Episoden)
- 2008–2009: Matomena homata (Fernsehserie, 13 Episoden)
- 2008–2009: Lola (Fernsehserie, 128 Episoden)
- 2010: Love at First Sight? (Kurzfilm)
- 2011: The Closer (Fernsehserie, Episode 7x10)
- 2011: A Quick Stop (Kurzfilm)
- 2012: Paramithiasmenes (Fernsehserie, Episode 1x12)
- 2012: The Survival Game
- 2013: Wildes Verlangen – Pleasure or Pain (Pleasure or Pain)
- 2013–2014: Banshee – Small Town. Big Secrets. (Banshee) (Fernsehserie, 7 Episoden)
- 2013–2014: Banshee Origins (Mini-Serie, 5 Episoden)
- 2014: Birthday Surprise (Kurzfilm)
- 2015: Pocket Listing
- 2015: Blindspot (Fernsehserie, Episode 1x06)
- 2016: Caged No More
- 2016: Guys Reading Poems
- 2016: Zeit der Sehnsucht (Days of Our Lives) (Fernsehserie, Episode 1x12825)
- 2017: Camp Cool Kids
- 2017: The Last Ship (Fernsehserie, 7 Episoden)
- 2019: Whiskey Cavalier (Fernsehserie, Episode 1x03)
- 2020: Warrior (Fernsehserie, Episode 2x06)
- 2021: Antidote

## Synchronsprecher
- 2015: Metal Gear Solid V: The Phantom Pain (Videospiel)
- 2018: Assassin’s Creed Odyssey